# Complex de arhitectură populară (Furceni)
Complex de arhitectură populară este un complex de clădiri amplasat în Furceni, raionul Orhei, Republica Moldova. Este un monument arhitectural și de artă de importanță națională inclus în Registrul monumentelor Republicii Moldova ocrotite de stat cu nr. 1115 (raionul Orhei). Datează de la sf. sec. XIX – înc. sec. XX.

## Galerie

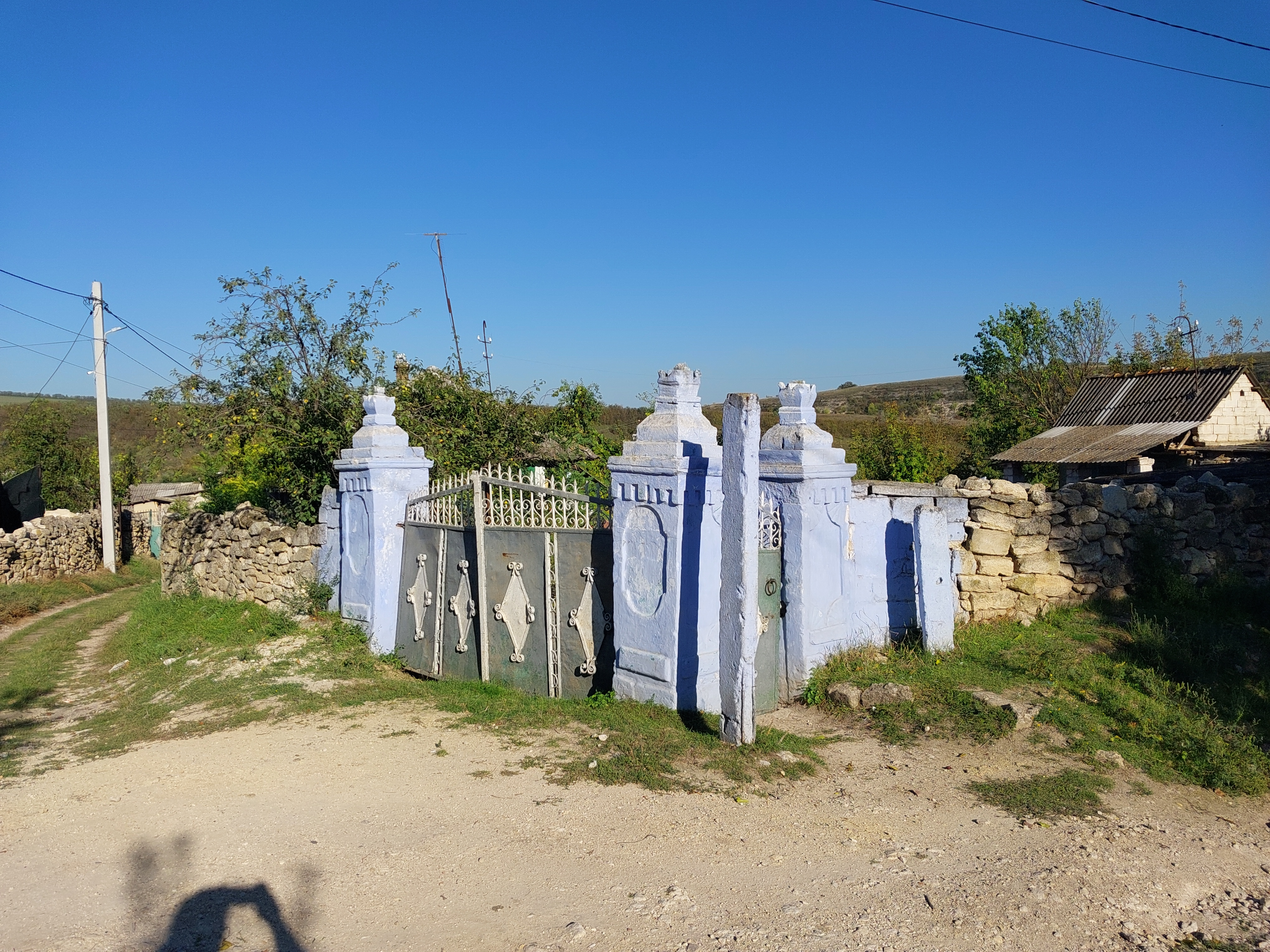
Zid și stâlpi sculptați tradiționali de poartă.
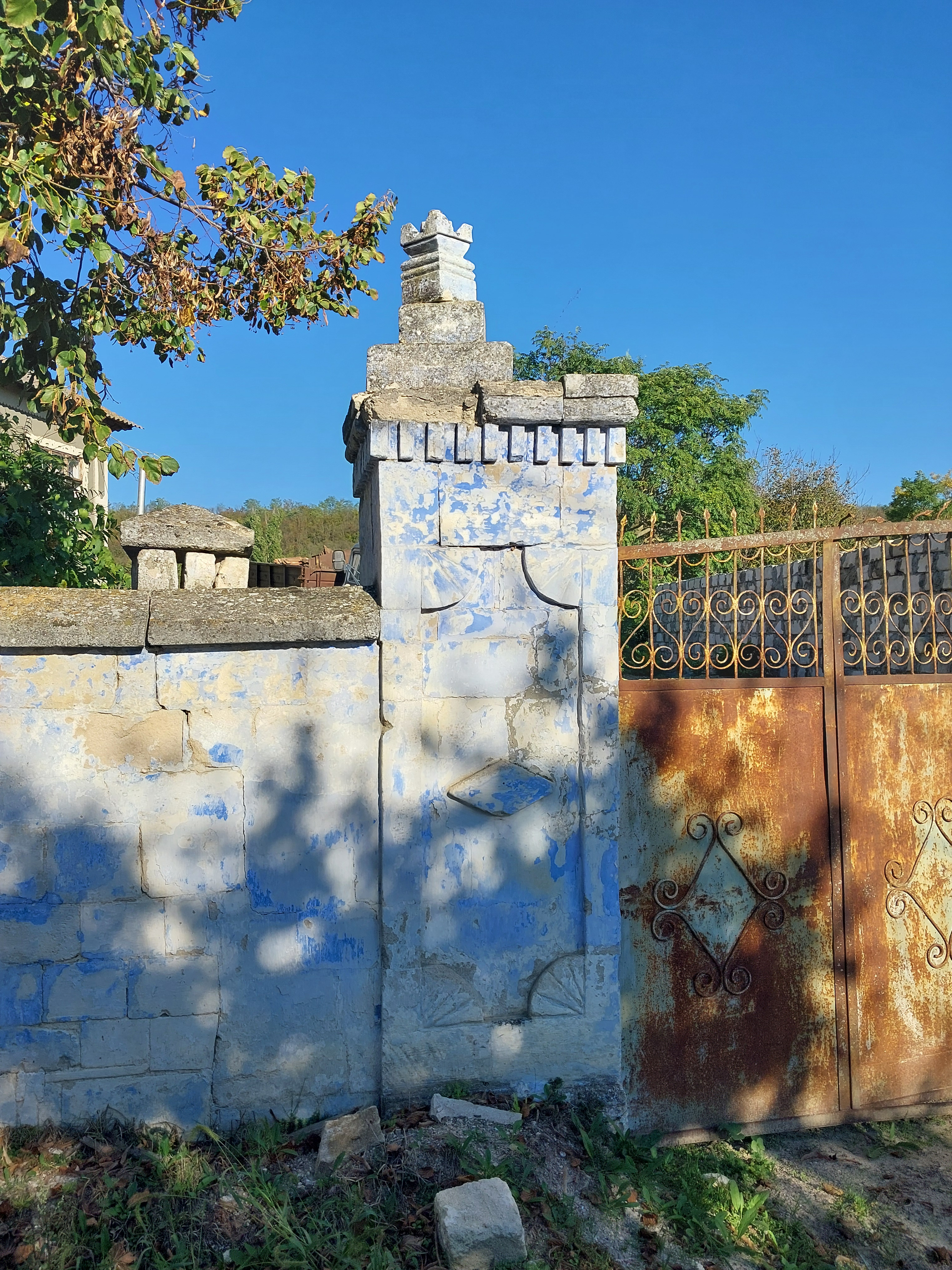
Stâlp de poartă tradițional alături de o poartă metalică netradițională.
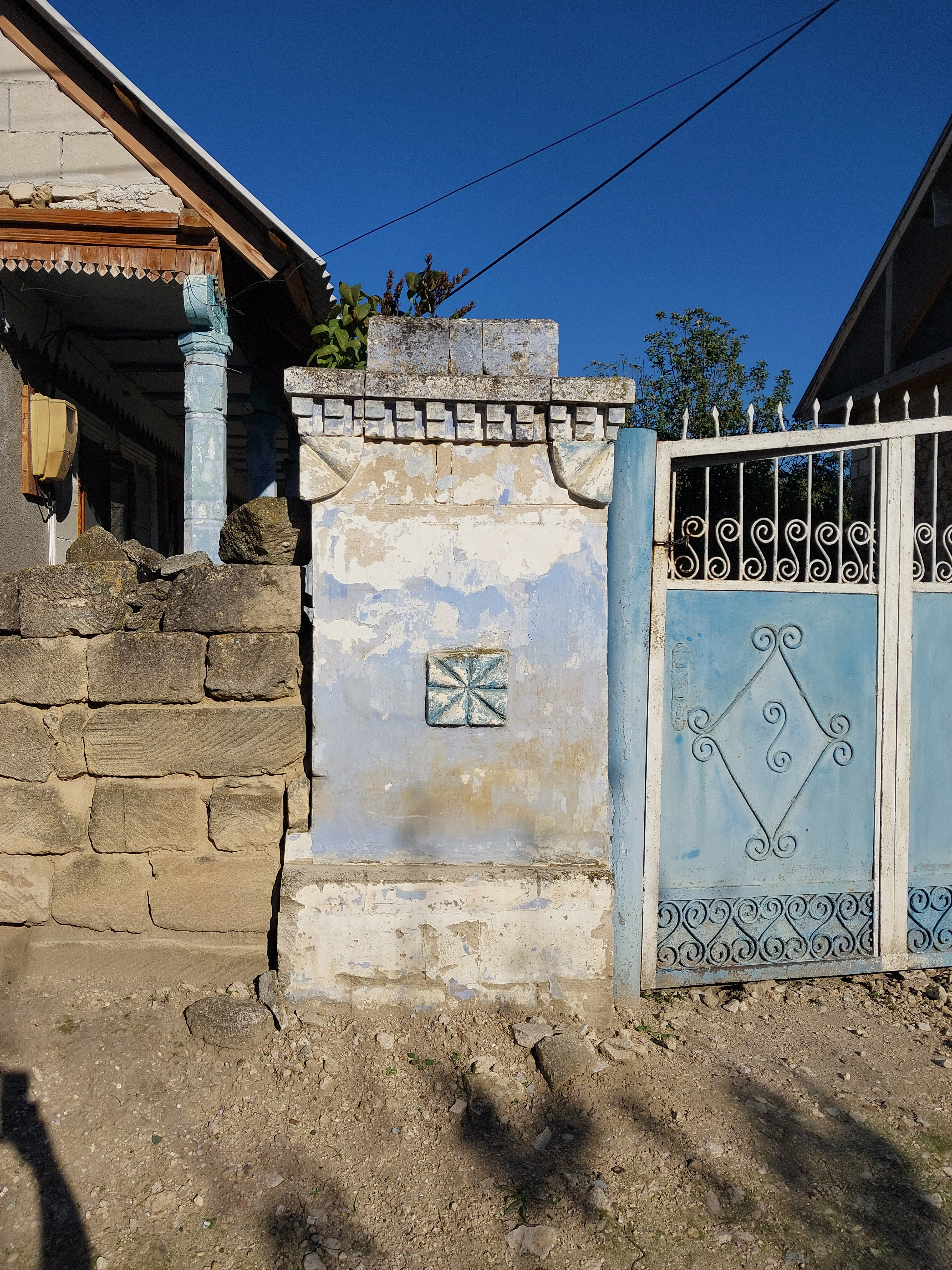
Stâlp de poartă tradițional pe fonul unui stâlp de pridvor tradițional.
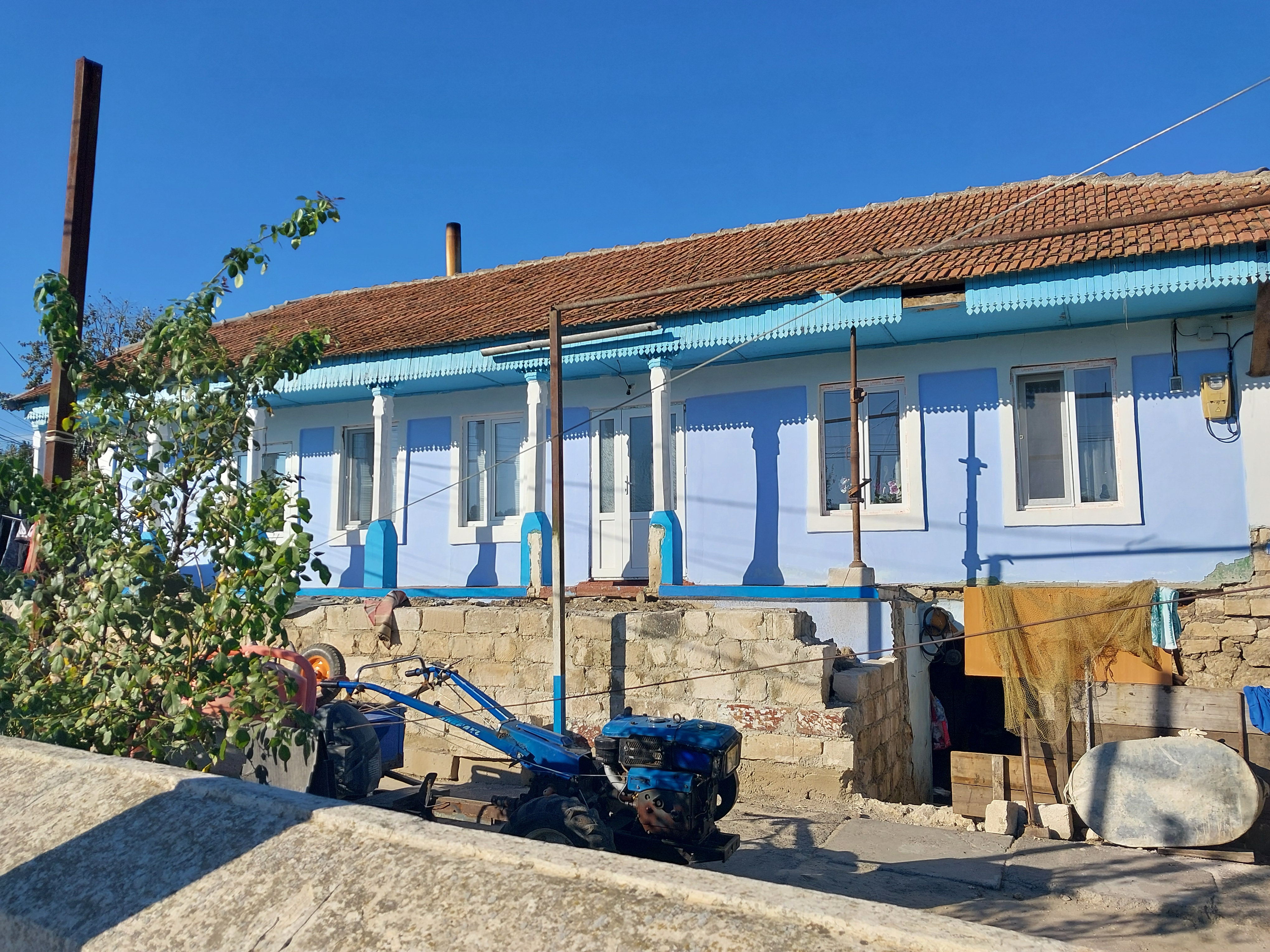
Casă tradițională cu stâlpi de pridvor și acoperiș din țiglă cu unele renovări.
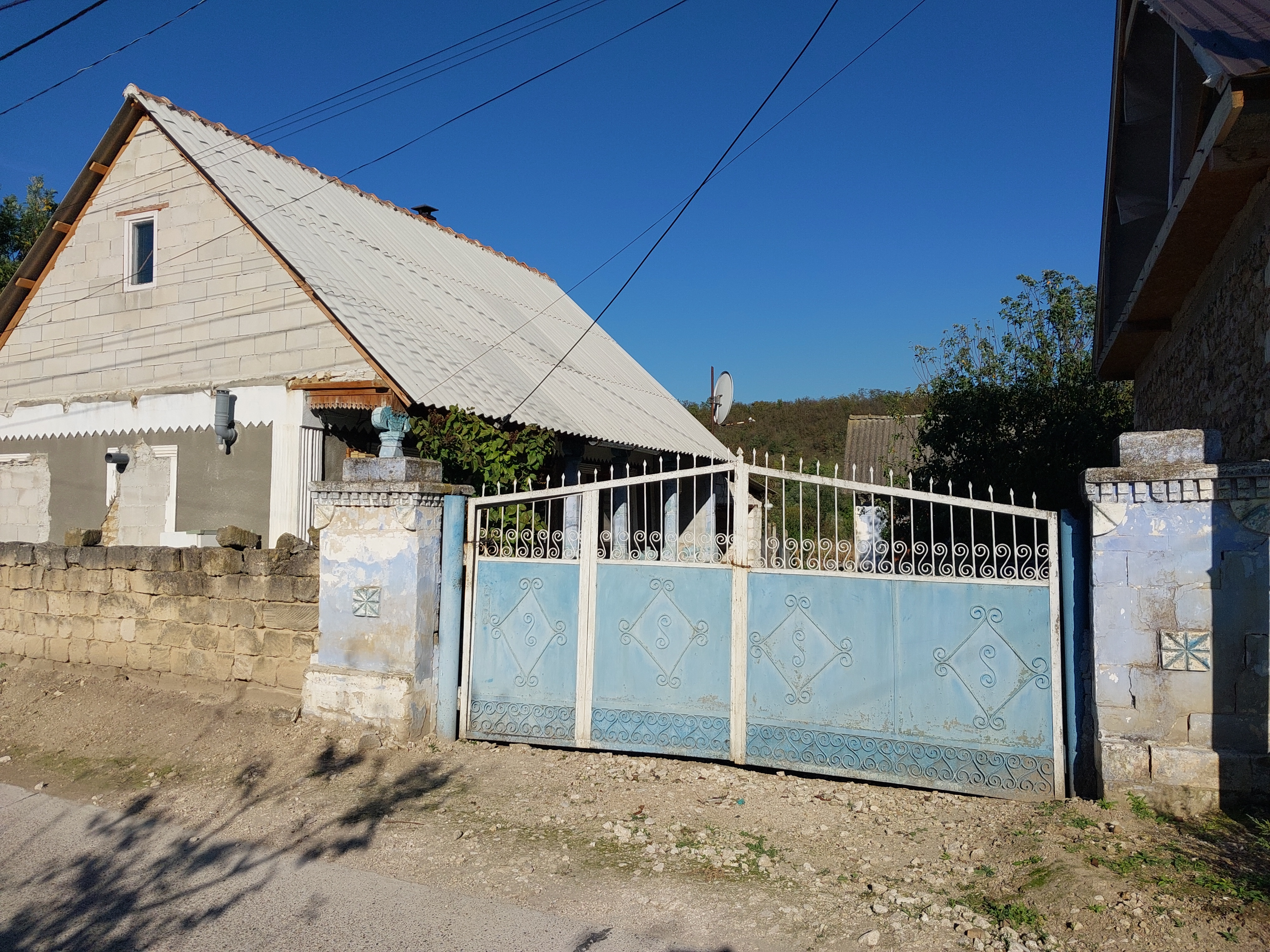
Zid și stâlpi de poartă tradiționali pe fonul unei case tradiționale renovate în stil modern.
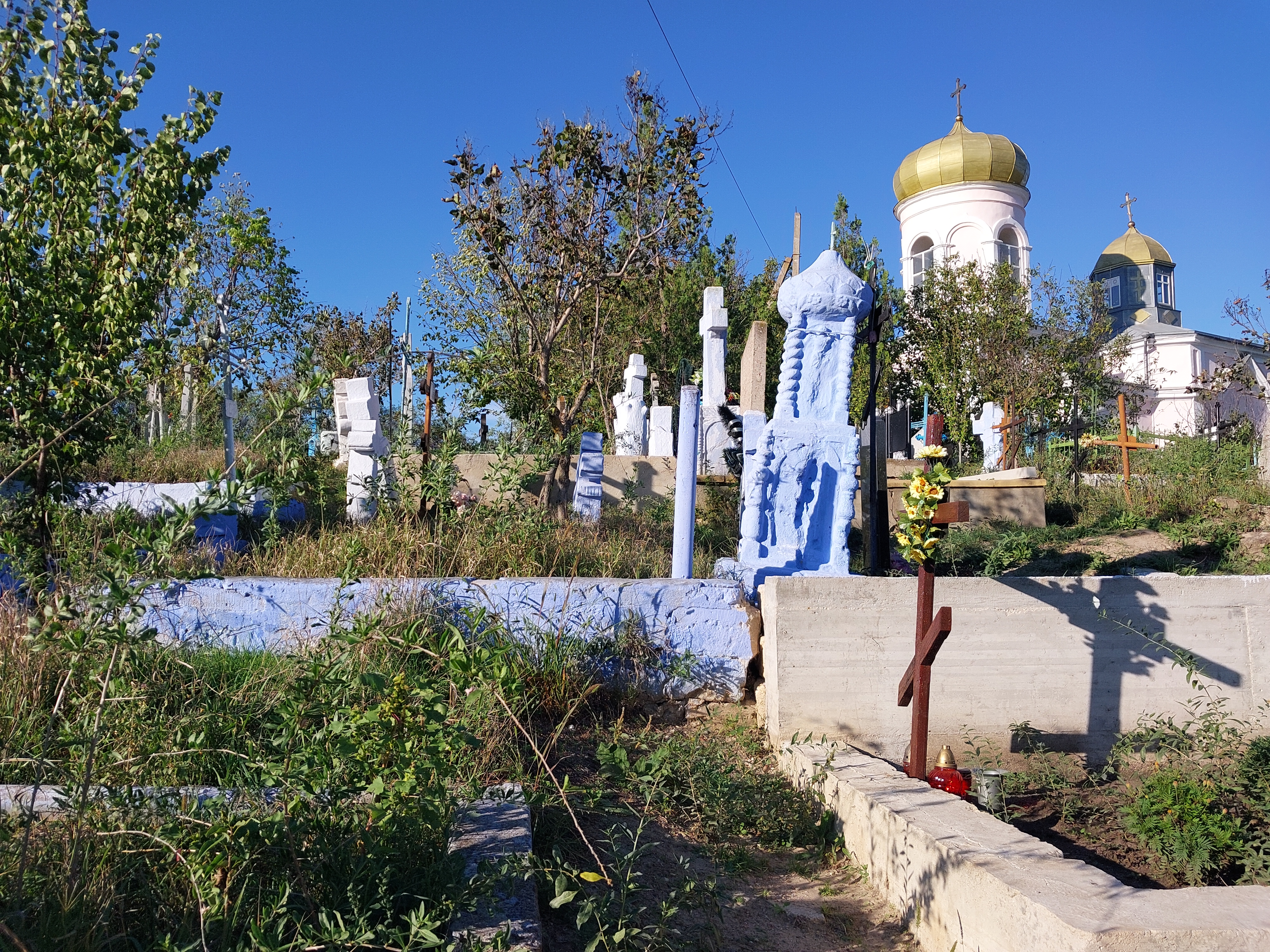
Sculptură populară în cimitirul satului.
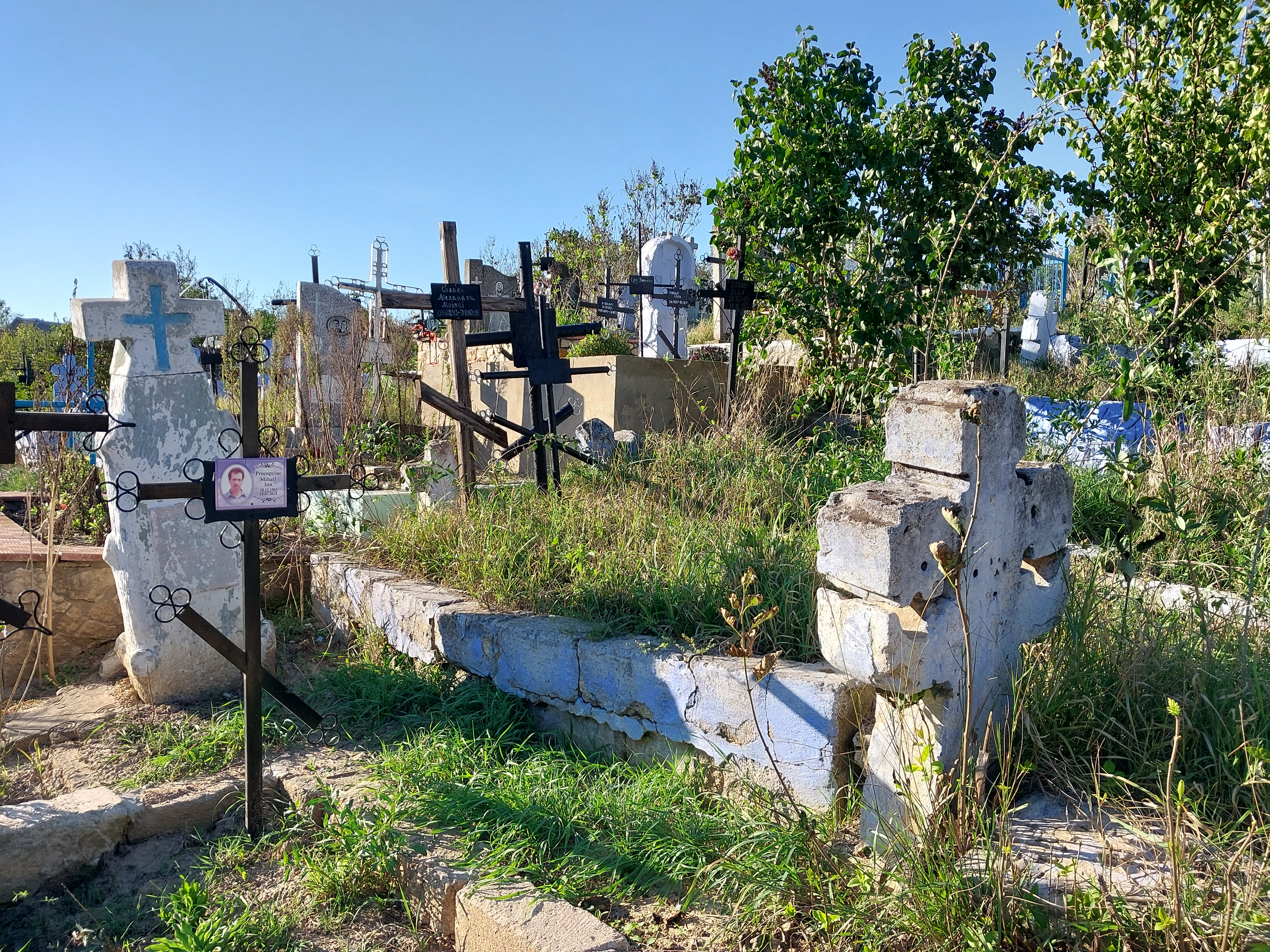
Cruci sculptate în cimitirul satului.
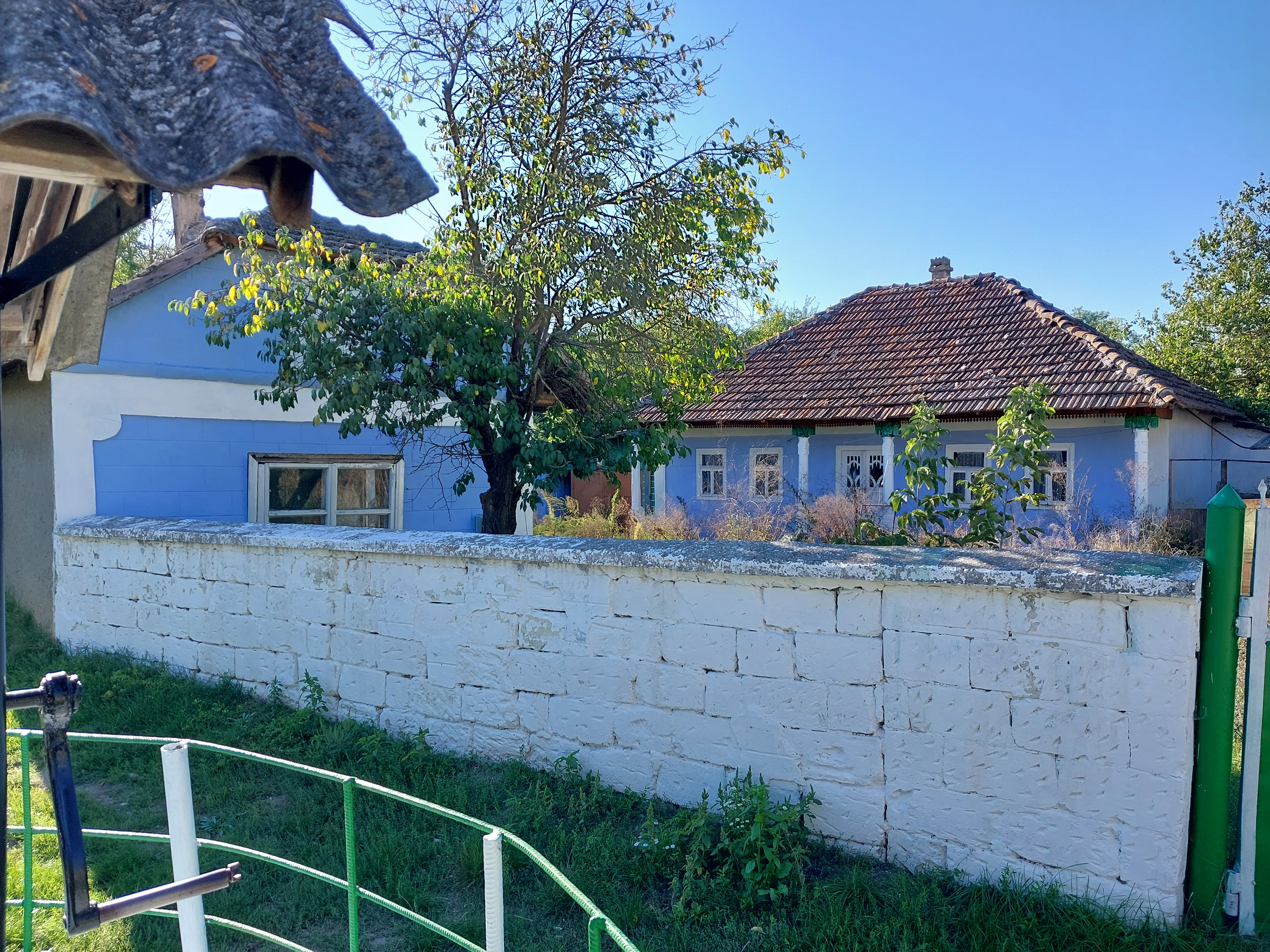
Casă tradițională cu acoperiș din țiglă și stâlpi de pridvor.
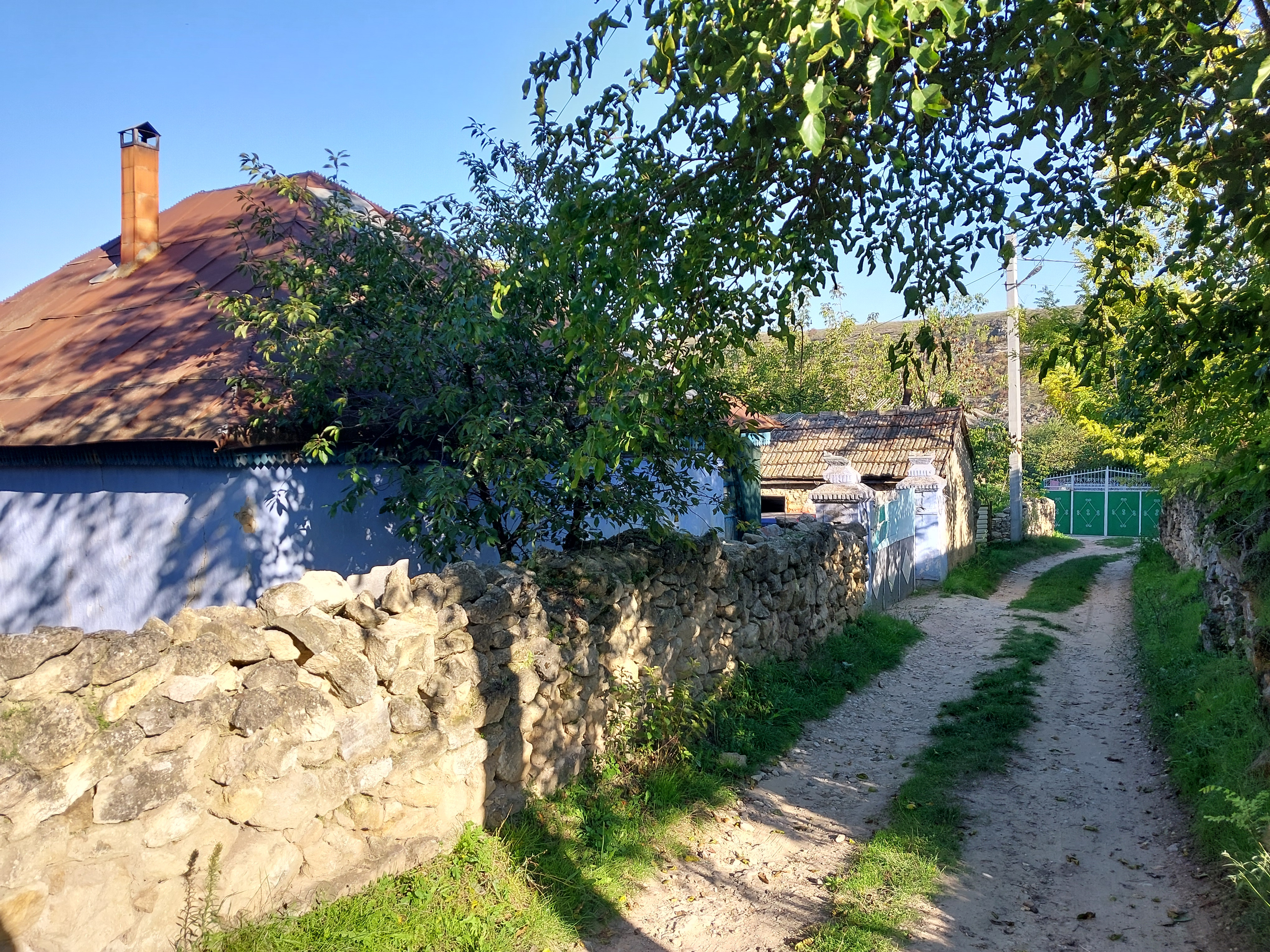
Zid de curte din piatră și aleea care duce spre poartă.
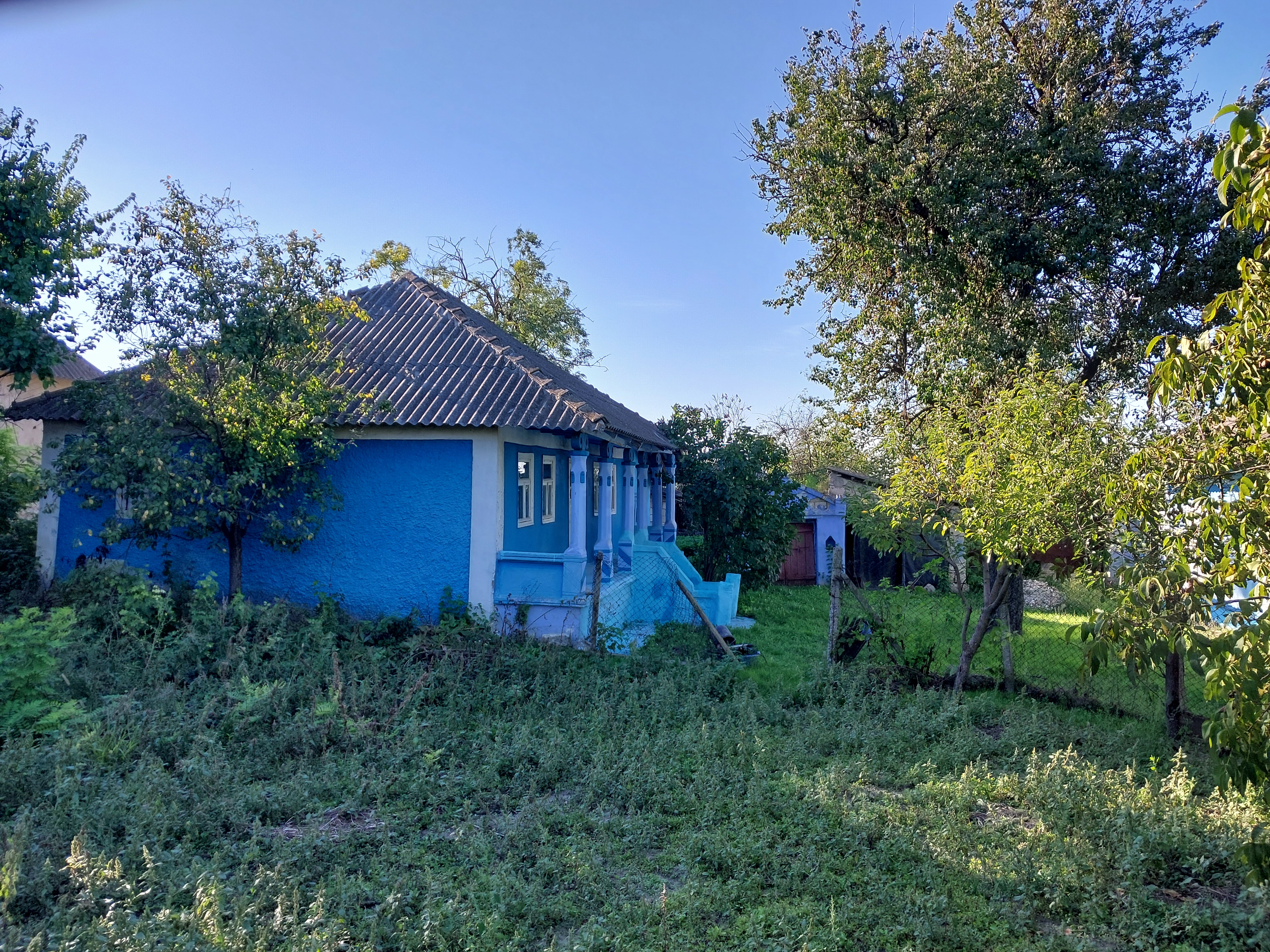
Casă cu prispă și beci făcute în mod tradițional; acoperiș din azbociment.